# هجوم ميونخ 2016
هجوم ميونخ 2016 هو حادث إطلاق نار على مدنيين، وقع يوم الجمعة 22 يوليو 2016 في مركز أولمبيا التجاري الذي يعتبر أحد أكبر المراكز التجارية بمدينة ميونخ الألمانية، راح ضحيته حوالي 15 شخصاً.
عبّر الناطق باسم الشرطة عن الحادث بـ«استمتاع بإطلاق النار» أما وسائل الإعلام الألمانية فقد استشهدت بتصريحات المتحدث باسم الشرطة ونقلت عنه مصرع العديد من الأشخاص وإصابة الكثيرين.
تعتقد شرطة ميونيخ أن ثلاثة مسلحين على الأقل متورطون في الحادث، ولم يتم القبض عليهم. وأشارت إلى أن إطلاق النار بدأ من مطعم ماكدونالدز بالقرب من المجمع التجاري.
وفي 23 يوليو 2016 أعلن رئيس الشرطة الألمانية هوربرتوس أندريا أنه لا توجد علاقة لمنفذ الهجوم بتنظيم الدولة الإسلامية، وأعلنت الشرطة في ولاية بافاريا أنها لا تستبعد إمكانية أن يكون منفذ الهجوم مختلاً عقلياً، مستبعدة في الوقت نفسه أن يكون الدافع وراء ارتكابه لهذا الهجوم سياسياً، مؤكداً أندريا بأنه لا يوجد أي رابط بين هذا الهجوم وقضية اللاجئين، وَقال أندريا إن المحققين عثروا داخل منزل منفذ هجوم المركز التجاري في ميونيخ على كتب عن حوادث القتل العشوائي، مشيراً إلى أنه كان شديد الاهتمام بهذا الموضوع.

## خلفية
يأتي هذا الهجوم بعد هجوم قطار فورتسبورغ 2016 حيث قام مراهق أفغاني بالاعتداء على ركاب على متن قطار في مدينة فورتسبورغ الألمانية.

## جنسيات الضحايا
| الدول   | القتلى | الجرحى |
| ------- | ------ | ------ |
| كوسوفو  | 2      | -      |
| المجر   | 1      | -      |
| تركيا   | 3      | -      |
| ألمانيا | 2      | -      |
| اليونان | 1      | -      |
| المجموع | 9      | 16     |

## ردود الفعل

### الدولية
- الكويت: أدان رئيس مجلس الأمة الكويتي مرزوق علي الغانم بشدة الاعتداءات المسلحة التي شهدتها مدينة ميونخ في ألمانيا واسفرت عن سقوط عدد من الضحايا.[15]
- العراق: أدان رئيس الوزراء العراقي حيدر العبادي، الهجوم المسلح الذي شهدته مدينة ميونخ وأسفر عن سقوط ضحايا.[16]
- الولايات المتحدة: أدان البيت الأبيض بأشد العبارات الهجوم على المركز التجاري في ميونيخ.[17]
- كندا: قدم رئيس الوزراء الكندي جاستن ترودو تعازيه إلى ضحايا الحادث عبر موقع تويتر، وذكر أن بلاده تقف إلى جانب ألمانيا.[18]
- الاتحاد الأوروبي: دونالد توسك رئيس المجلس الأوروبي يقول أن كل أوروبا مع ميونيخ.[19]
- جمهورية التشيك: الجمهورية التشيكية عززت الرقابة على الحدود مع ألمانيا.[20]
- المكسيك: الرئيس إنريكه بينيا نييتوعبر عن أسفه لأعمال العنف في ميونيخ.[21]
- فرنسا: الرئيس الفرنسي فرانسوا هولاند أعرب عن دعمه مستشارة ألمانيا أنغيلا ميركل.[22]
- النمسا: تكثيف الأمن على الحدود مع ألمانيا.[20]
- إيران:طهران تدين الاعتداء الإرهابي في ميونخ بالمانيا وتؤكد على ضرورة وجود إجماع دولي لمكافحة الإرهاب بشكل عاجل.[23]
- السلطة الوطنية الفلسطينية: أدانت حكومة الوفاق الوطني، حادث إطلاق النار، حيثُ عبر رئيس الوزراء الفلسطيني رامي الحمد الله وأعضاء الحكومة عن الألم الشديد إزاء سقوط الضحايا وإراقة الدماء إثر الحادث، الذي تعرضت له ألمانيا الصديقة.[24]
- تونس: وجه رئيس الجمهورية التونسية الباجي قايد السبسي، برقيتا تعزية وتضامن لكل من رئيس جمهورية ألمانيا الإتحادية يواخيم غاوك، والمستشارة الفيدرالية لجمهورية ألمانيا الإتحادية أنجيلا ميركل، على إثر الهجوم الذي شهدته مدينة مونيخ الجمعة[25]
- تركيا: الحكومة التركية تدين هجمات ميونخ[20]
- الجزائر: الحكومة الجزائرية تدين وبشدة الهجومات العنيفة بمدينة ميونخ
- الأردن أدان الأردن هجوم ميونخ واستنكر الحادث وعبر المتحدث الرسمي باسم الحكومة عن تعازيه لأسر القتلى.[26]

## منفذ الهجوم
منفذ الهجوم هو ألماني من أصول إيرانية يبلغ عمره حوالي 18 سنة.